# سدیم تترافلوئوروبورات
سدیم تترافلوئوروبورات (به انگلیسی: Sodium tetrafluoroborate) با فرمول شیمیایی NaBF۴ یک ترکیب شیمیایی است. که جرم مولی آن ۱۰۹٫۷۹ g/mol می‌باشد. 